# Keita Takami
Keita Takami (高見 啓太 Takami Keita?), född 30 juli 1993 i Hyōgo prefektur, är en japansk fotbollsspelare.
Takami började sin karriär 2016 i Vanraure Hachinohe.